# ويني جيبسون
ويني جيبسون (بالإنجليزية: Winnie Gibson)‏ هي ممرضة وضابطة أمريكية، ولدت في 15 ديسمبر 1902، وتوفيت في 21 يوليو 2000 في هيوستن في الولايات المتحدة.